# إدي توماس
إدي توماس (بالإنجليزية: Eddie Thomas)‏ مواليد 27 يوليو 1926 في ويلز - الوفاة 2 يونيو 1997، كان ملاكم ويلزي سابق صنّف ضمن فئة وزن الوسط.

## إحصائيات
خاض خلال مسيرته 48 نزالا، فاز في 40 وتعادل في 2 وخسر في 6. فاز بالضربة القاضية في 13 نزالا.